# Гуревич, Азриель Ефимович
Азриель Ефимович Гуревич (1898—1965) — советский инженер-электрик. Лауреат Сталинской и Ленинской премий.

## Биография
Азриель Гуревич Родился в 1898 году. В 1930 году окончил электропромышленный факультет Московского института имени Плеханова. С 1929 по 1932 год работал в тресте ВСНХ СССР. С 1932 по 1935 год работал на Ижевском сталеделательном заводе. С 1935 по 1938 год — на должности группового инженера и научного сотрудника МВТУ имени Баумана. С 1938 по 1940 год — старший инженер и научный сотрудник Московского института стали. С 1941 по 1944 год — старший инженер металлургического отдела Государственного проектного института «Тяжпромэлектропроект». С 1944 года и до конца жизни работал во Всесоюзном научно-исследовательском и проектно-конструкторском институте металлургического машиностроения (ВНИИМЕТМАШ).
Умер 22 июня 1965 года после тяжёлой болезни.

## Награды
- Сталинская премия третьей степени (1948) — за создание новых станов для прокатки равнопрочных профилей переменного сечения[3]
- Ленинская премия (1963) — за создание типового высокоскоростного агрегата непрерывной печной сварки труб[1]